# Laetesia chathami
Laetesia chathami là một loài nhện trong họ Linyphiidae.
Loài này thuộc chi Laetesia. Laetesia chathami được Alfred Frank Millidge miêu tả năm 1988.